# Time Bomb Recordings
Time Bomb Recordings är ett skivbolag grundat 1995, som är beläget i Laguna Beach i USA. Bolaget bildades som ett samriskföretag tillsammans med Arista Records. Time Bomb lanserade musikalbum i fysiska format fram till Social Distortions Greatest Hits under 2007. Efter det var bolaget vilande fram till 2014, när The Offsprings EP Summer Nationals släpptes via skivbolaget.

## Tidigare artister på skivbolaget
- Amazing Crowns
- Animal Chin
- The Aquabats
- Ball
- Berlin
- Black Days
- Chlorine
- Crumbox
- Death In Vegas
- Disappointment Inc
- The Elevator Drops
- Indigo Swing
- Lionrock
- Litany
- No Knife
- The Offspring
- Quarashi
- Mike Ness
- The Reverend Horton Heat
- Screamfeeder
- Peter Searcy
- Starling
- Social Distortion
- Sunny Day Real Estate
- Tenderloin
- The Vandals
- The Waking Hours
- Wellwater Conspiracy